# Kościół Stella Maris w Sliemie
Kościół Stella Maris (malt. Il-knisja ta' Stella Maris, ang. Stella Maris Church), bardziej oficjalnie Kościół parafialny Matki Bożej Gwiazdy Morza (ang. The Parish church of Our Lady Star of the Sea) – jest to rzymskokatolicki kościół parafialny w Sliemie na Malcie. Jest to jednocześnie kościół matka (ang. mother church lub matrice) dla innych kościołów parafialnych w Sliemie i Gżirze, będąc najstarszym tam kościołem parafialnym, zbudowanym w 1878.

## Pierwszy kościół

### Początki
Starania o zbudowanie kościoła rozpoczęły się w 1851, kiedy populacja małej wioski Sliema zaczęła rosnąć. Mieszkańcy wystosowali prośbę do władz religijnych o zgodę na wybudowanie większego kościoła, który sprostałby powiększającej się liczbie wiernych. Zgoda została wydana, z zastrzeżeniem, że nowy kościół ma być pod wezwaniem Nawrócenia św. Pawła Apostoła. Na ten cel władze diecezji podarowały też działkę, na której miał on stanąć(s.6). Projekt świątyni wykonał architekt Giuseppe Bonavia(s.8). Jednakże mieszkańcy wioski mieli mocny kult Matki Bożej i pragnęli, aby mający powstać kościół był poświęcony ich patronce.
Nazwa wioski ma mocne powiązanie z Dziewicą Maryją. Sliema wzięła swą nazwę od XVI-wiecznej kaplicy, która stała na Tigné Point, i była poświęcona Matce Bożej. Kaplica ta była rodzajem latarni morskiej i punktem orientacyjnym, służącym kilku rybakom, żyjącym w tej okolicy. Nazwa ta może być też powiązana z pierwszymi słowami modlitwy Zdrowaś Maryjo, które po maltańsku brzmią "Sliem Għalik Marija" (wym. sliem alik marija). Sliem jest maltańskim słowem znaczącym pokój.
Mieszkańcy wioski postawili na swoim, i 28 kwietnia 1853 wikariusz diecezjalny, kanonik katedry w Mdinie Vincenzo Chappelle położył kamień węgielny pod nowy kościół. Dwa lata później budowa była ukończona, i 11 sierpnia 1855 kościół został, przez kanonika Chappelle, poświęcony Matce Bożej Gwieździe Morza, potocznie Stella Maris.

### Architektura
Budynek miał prostą strukturę, bez naw bocznych, kopuły czy dzwonnic. Fasada była prawdopodobnie najbardziej interesującą częścią jego architektury. Była płaska, wysoka na dwie kondygnacje i zwieńczona profilowaniem służącym jako belkowanie, które zdawało się przebiegać wzdłuż obwodu. Jedyne wejście zostało obramowane prostą listwą. Fasada wykazywała duże podobieństwo do tej z kościoła S. Antonio Taumaturgo w Trieście. Przed drzwiami wzniesiono neoklasycystyczny portyk z jońskimi kolumnami, połączonymi belkowaniem nad głowicami, z trójkątnym frontonem, wieńczącym je na całej szerokości. Ponad portykiem na fasadzie znajdowało się półkoliste okno. Kondygnacja ta kończyła się belkowaniem, podobnym do biegnącego poniżej, którego centralna część tworzyła mały łuk, gdzie umieszczony był zegar. Powyżej, na brzegach stały dwie proste konstrukcje, mieszczące niewielkie dzwony(s.7-8).

## Kościół parafialny

### Rozbudowa
Liczba ludności Sliemy wciąż wzrastała, i wkrótce świątynia musiała zostać powiększona. W roku 1873 Andrea Vassallo wykonał projekt rozbudowy kościoła, i prace ruszyły do przodu. Budynek znacznie powiększono i dodano kopułę. W 1878 biskup Carmelo Scicluna poświęcił nowy kościół, i nadał mu status parafialnego, oddzielając od dotychczasowej parafii św. Heleny w Birkirkara.

### Wygląd zewnętrzny

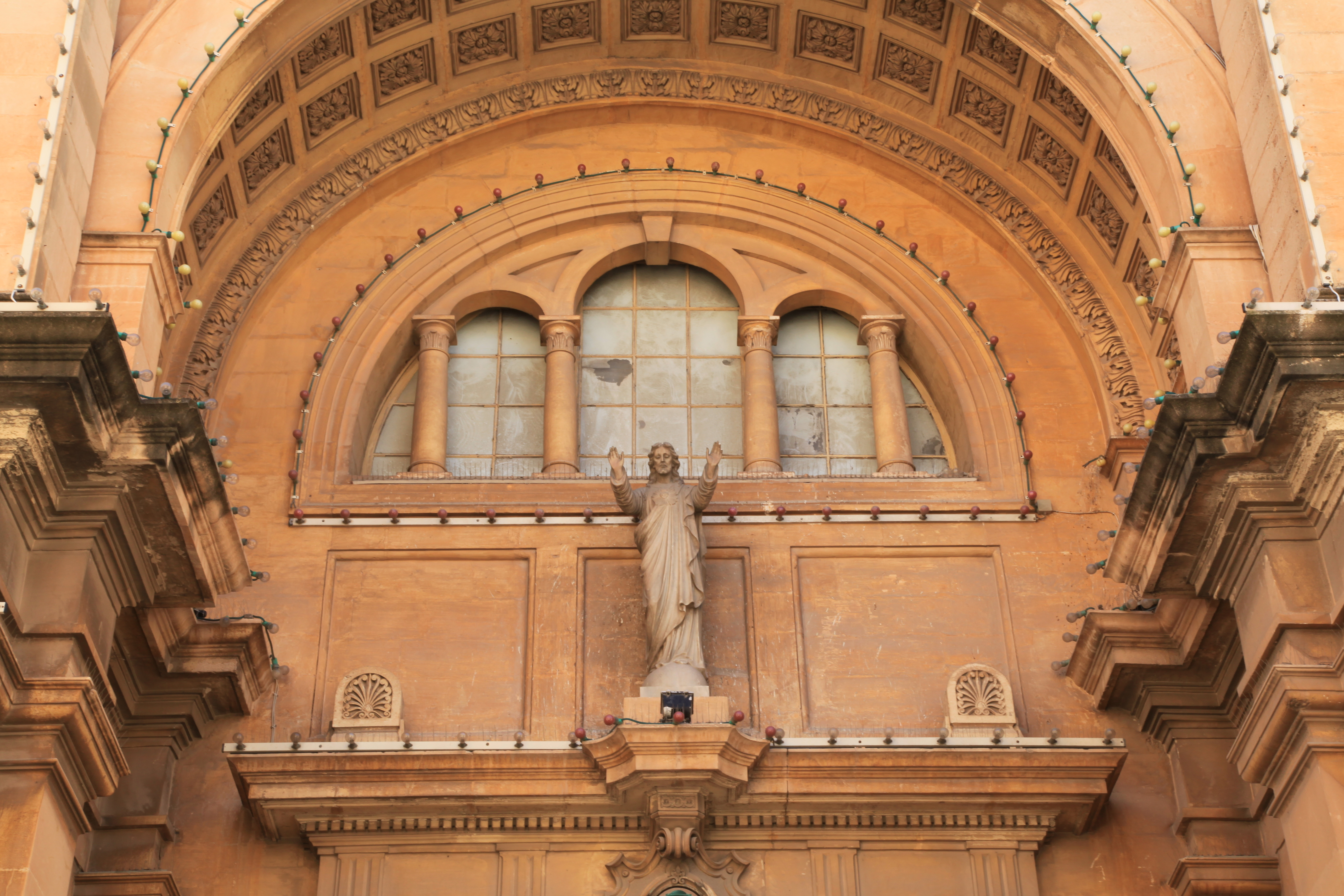
Portyk kościoła z figurą Chrystusa nad wejściem

Opisując dzisiejszą architekturę kościoła, można zauważyć, że jest to budynek eklektyczny. To mieszanka elementów z różnych okresów, najbardziej widoczne z nich, to: rzymski, wczesnochrześcijański, renesansowy, wenecki i wiktoriański. Zbudowany jest na planie prostego krzyża łacińskiego, z późnowiktoriańską trzydzielną fasadą, zdominowaną przez dużą centralną wnękę, która jest typowym portykiem w kształcie muszli. Na przecięciu nawy z transeptem, podniesiona na wysokim bębnie, znajduje się stosunkowo płaska kopuła z latarnią na szczycie. 

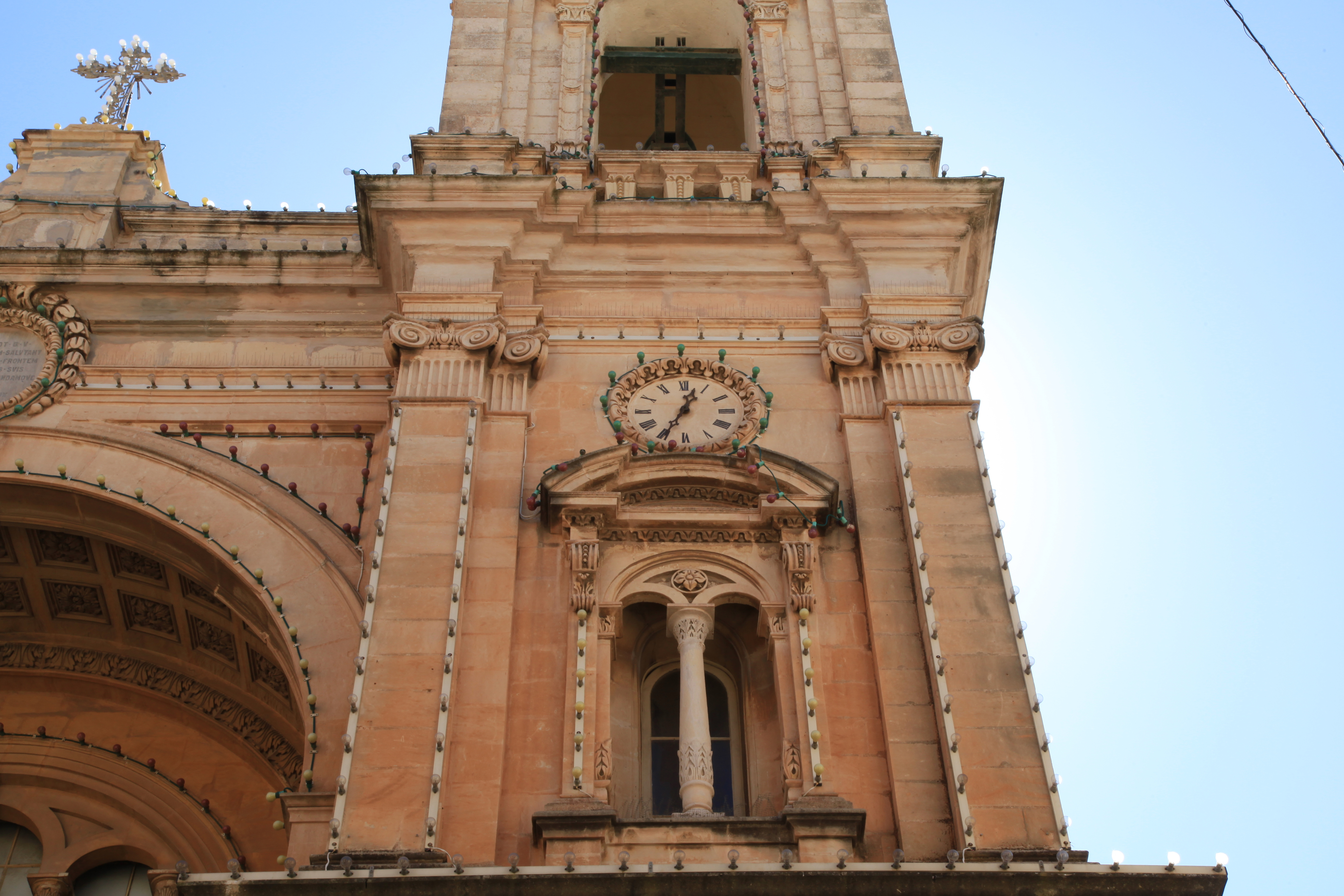
Biforium na fasadzie wieży

Dwa boczne segmenty fasady przechodzą wyżej w bliźniacze dzwonnice. Zdają się one mieć kombinację motywów wczesnochrześcijańskich i renesansowych, takich jak biforium, które są rozpoznawalne w stylu średniowiecznym. Okna, zarówno na fasadzie, jak i po obu stronach kościoła, dobrze doświetlają wnętrze. Rzeźbione reliefy na szczycie dzwonnic są najbardziej dekoracyjnymi i charakterystycznymi cechami całego budynku. Dwa zewnętrzne segmenty fasady mają wysokość dwóch kondygnacji, i wzmocnione są na rogach czterema pilastrami w stylu doryckim. Przestrzeń frontowa segmentów zdominowana jest przez dwie większe nisze, w których stoją posągi Matki Boskiej oraz św. Józefa, trzymającego Dziecię Jezus. Kościół zbudowano na pochyłym terenie, co zostało zrównoważone dodatkowymi warstwami bloków kamiennych z niżej leżącej strony(s.9).

### Dzieła sztuki w kościele
Przez lata kościół był ozdabiany różnymi dziełami sztuki. Najwartościowsze z nich to malowidła Giuseppe Cali w apsydzie, oraz tytularna figura Our Lady Stella Maris, przywieziona do Sliemy z Paryża w roku 1891. Pozostałe dzieła sztuki w kościele to(s.22-60):

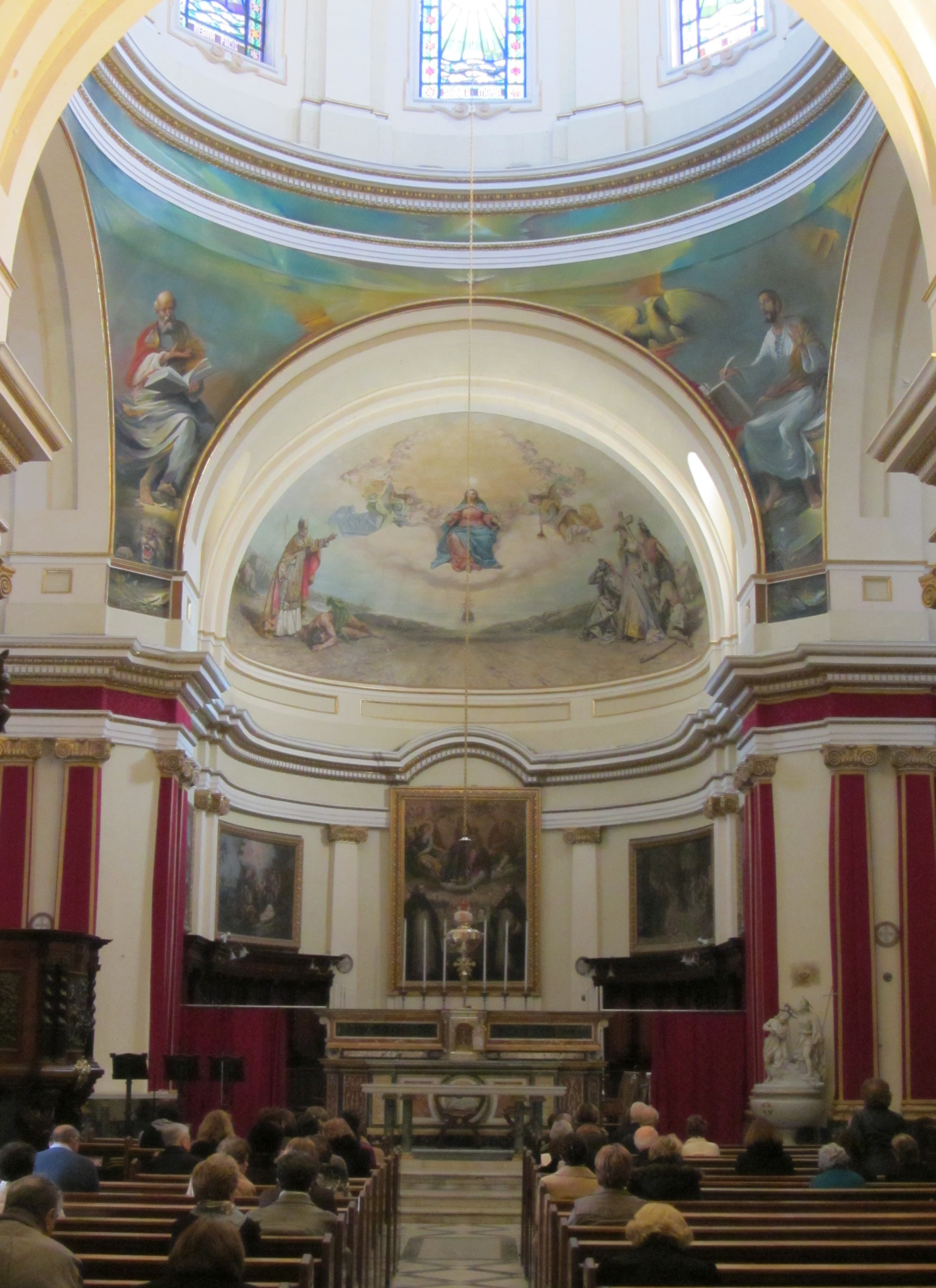
Wnętrze kościoła Stella Maris. Widoczny obraz tytularny świątyni (nad ołtarzem głównym), malowidło Stella Maris Star of the Sea Giuseppe Cali (apsyda), oraz dwóch z czterech Ewangelistów Raymonda Pitre (św. Marek z lewej i św. Jan z prawej)

- St Ambrose z pracowni Mattia Preti (ok. XVIII w.);
- St Francis of Paola Giuseppe Caleji (1857);
- Stella Maris Star of the Sea Raffaele Caruany (ok. 1855);
- Virgin of Porto Salvo with Ss Dominic and Thomas Aquinas and a Knight - obraz tytularny kościoła, nieznanego artysty (1583);
- The Nativity Filippo Fortunato Venuttiego (późny XIX w.); jeden z sześciu obrazów pierwszego cyklu „Life of Virgin”; część z nich została zniszczona w czasie II wojny światowej;
- Stella Maris Star of the Sea Pietro Gagliardiego (1877);
- Portrait of Lorenzo Farrugia Giuseppe Cali (ok. 1881);
- Stella Maris Star of the Sea Giuseppe Cali (ok. 1889);
- Virgin of the Rosary with Ss Dominic and Catherine of Siena Lazzaro Pisaniego (1891);
- St Joseph Patron of the Universal Church Lazzaro Pisaniego (1896).

Zniszczone dzieła cyklu Life of Virgin Venuttiego zastąpione zostały obrazami XX-wiecznego włoskiego artysty Mario Caffaro-Rore(s.61). Pendentywy oraz podniebienie kopuły uświetnił w roku 1983 malowidłami maltański artysta Raymond Pitre. Przedstawiają one czterech Ewangelistów (po jednym na każdym pendentywie) oraz, na podniebieniu kopuły, sceny z bohaterskimi kobietami z Biblii(s.64).

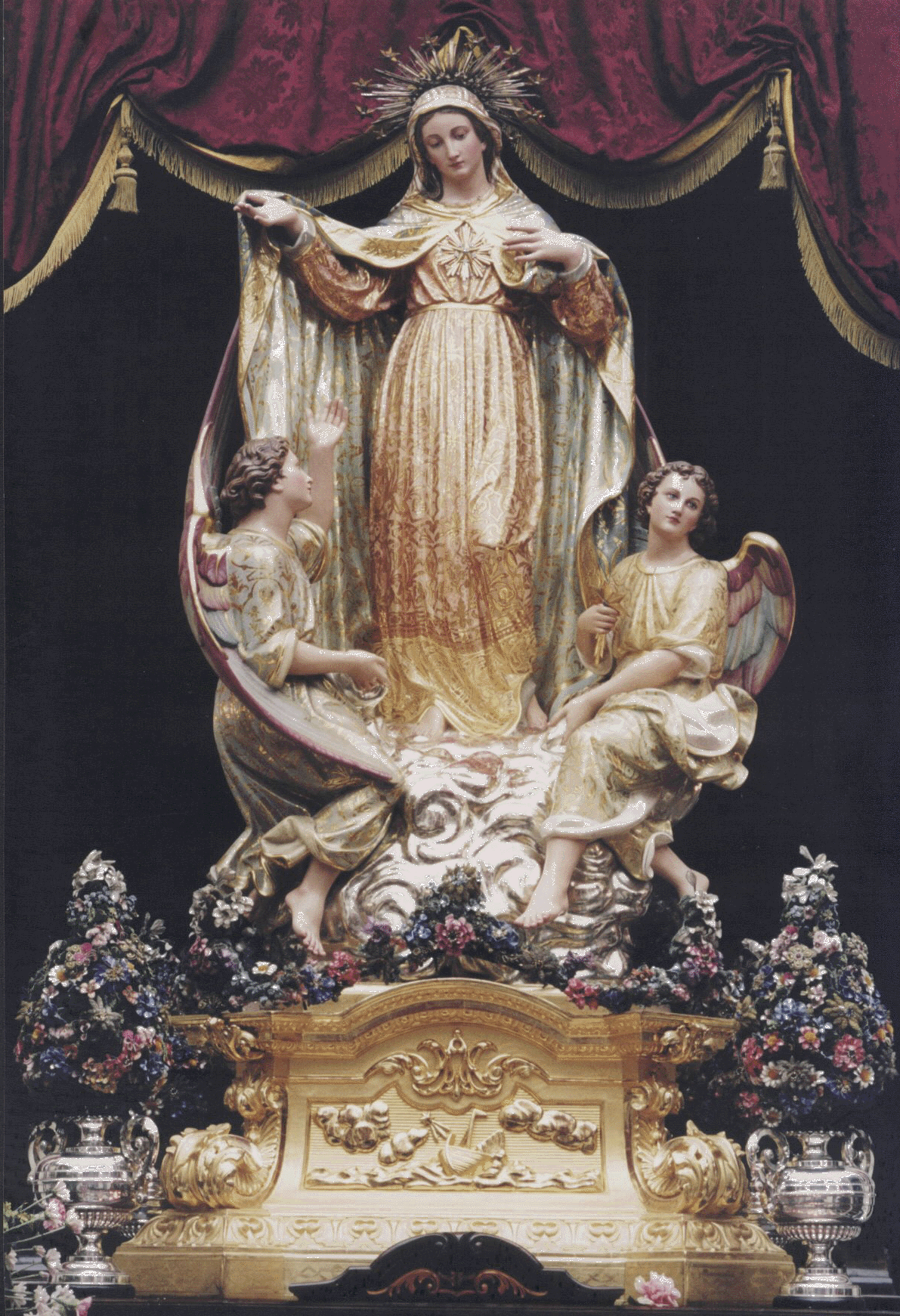
Tytularna statua Matki Bożej Stella Maris

W niedzielę 1 marca 1942, podczas nalotu bombowego, niemiecka bomba wpadła do wnętrza kościoła i eksplodowała. Poza zniszczeniami strukturalnymi utracono różne dzieła sztuki, m.in. Crucifixion Giuseppe Cali oraz prace Filippo Venutiego(s.36). Dzięki staraniom parafian naprawy rozpoczęły się natychmiast, a do grudnia tego samego roku kościół został częściowo ponownie otwarty.

### Święto patronalne
W trzecią niedzielę sierpnia każdego roku obchodzone jest święto tytularne kościoła Stella Maris. W procesji, która przechodzi wtedy ulicami Sliemy, niesiona jest m.in. statua Matki Bożej Gwiazdy Morza. Całe miasto bierze wtedy udział w uroczystościach i późniejszej zabawie.

## Ochrona dziedzictwa narodowego
Budynek kościoła Stella Maris w Sliemie wpisany został 16 grudnia 2011 na listę National Inventory of the Cultural Property of the Maltese Islands pod numerem 00019.

### Galeria

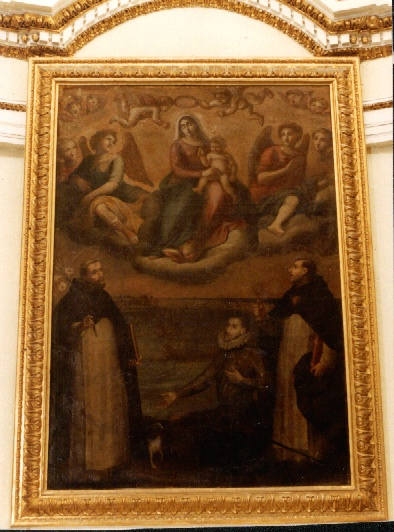
Obraz tytularny z głównego ołtarza
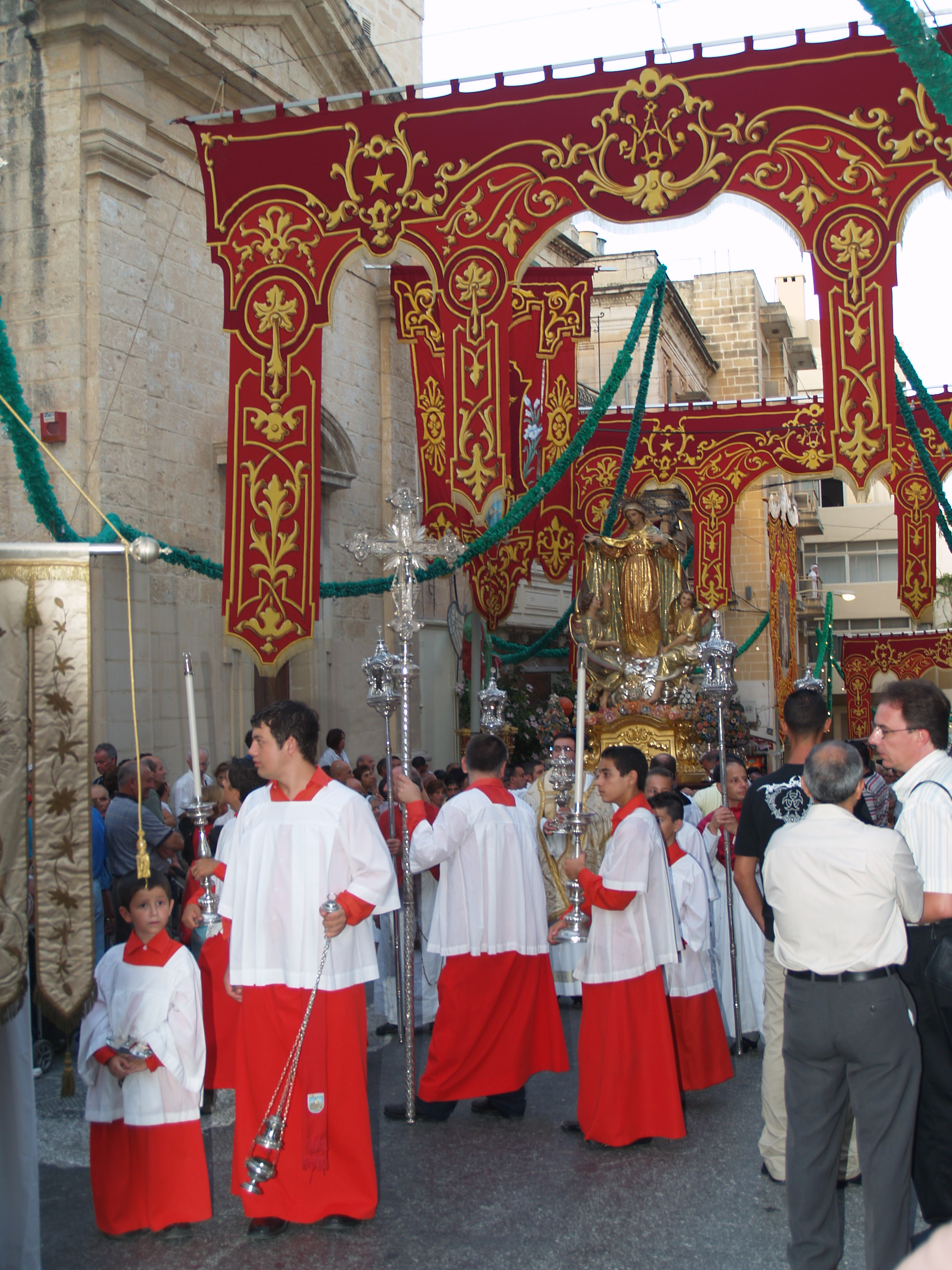
Procesja podczas święta tytularnego kościoła
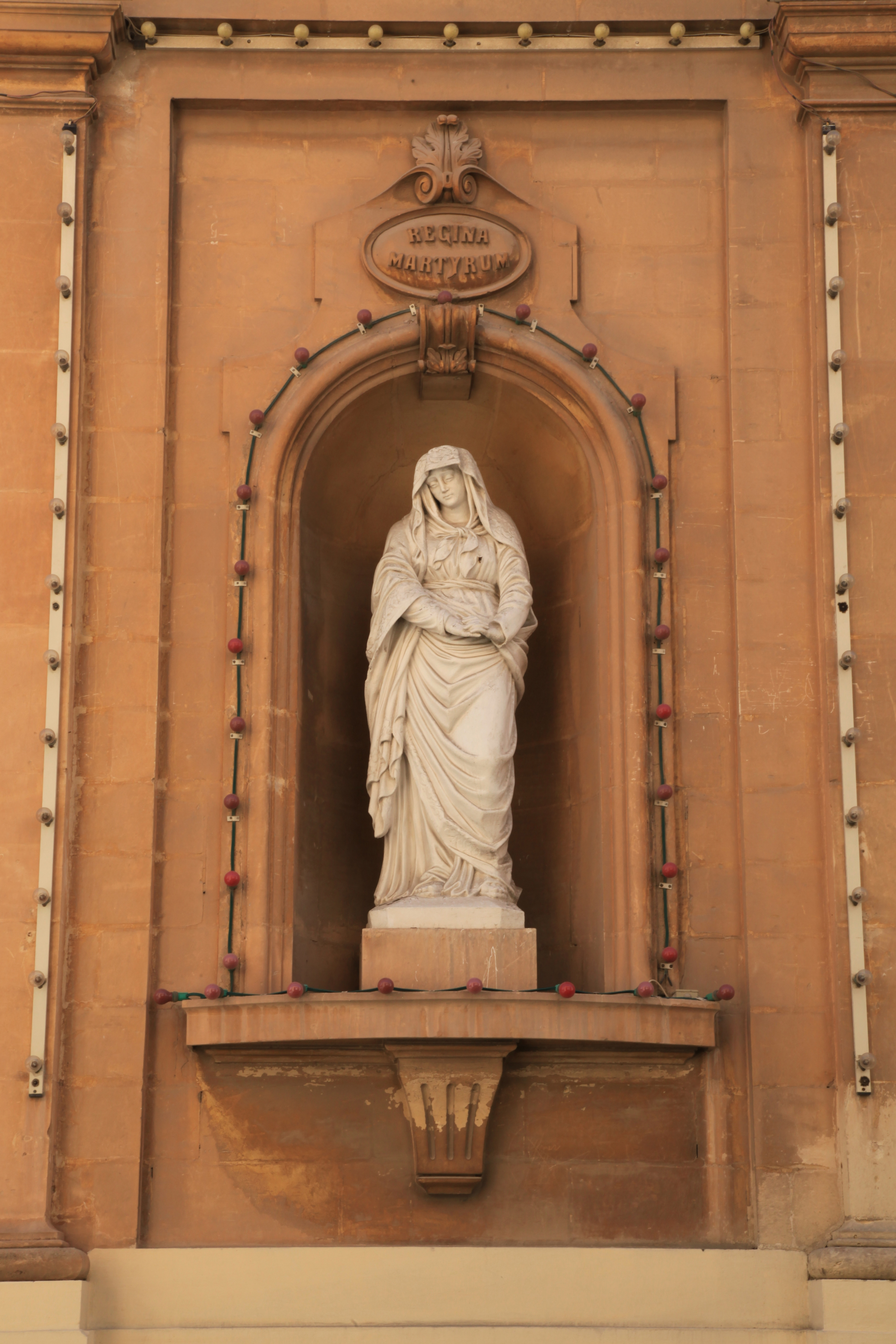
Figura Maryi Panny na fasadzie kościoła
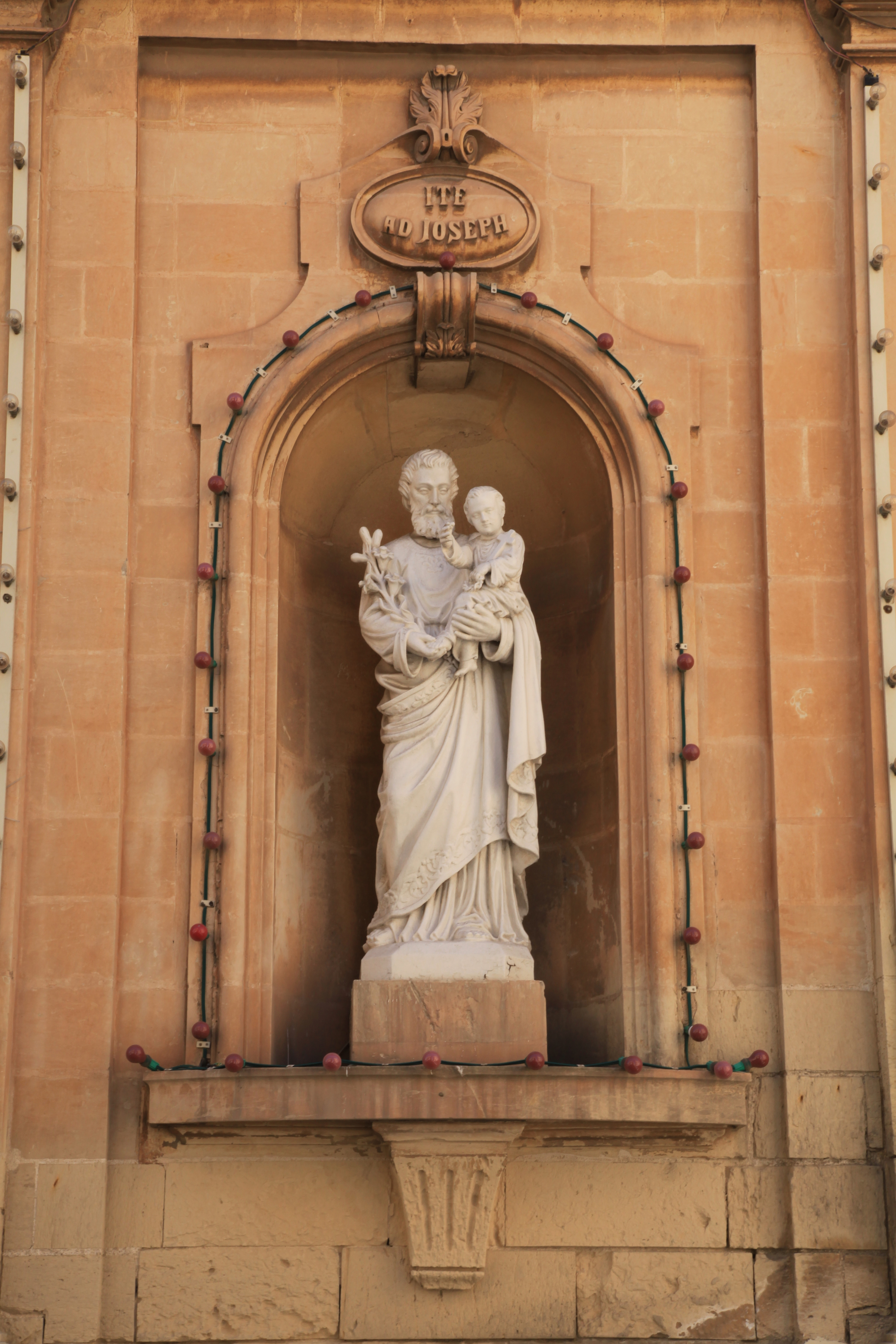
Figura św. Józefa na fasadzie kościoła